# Kyle Baker

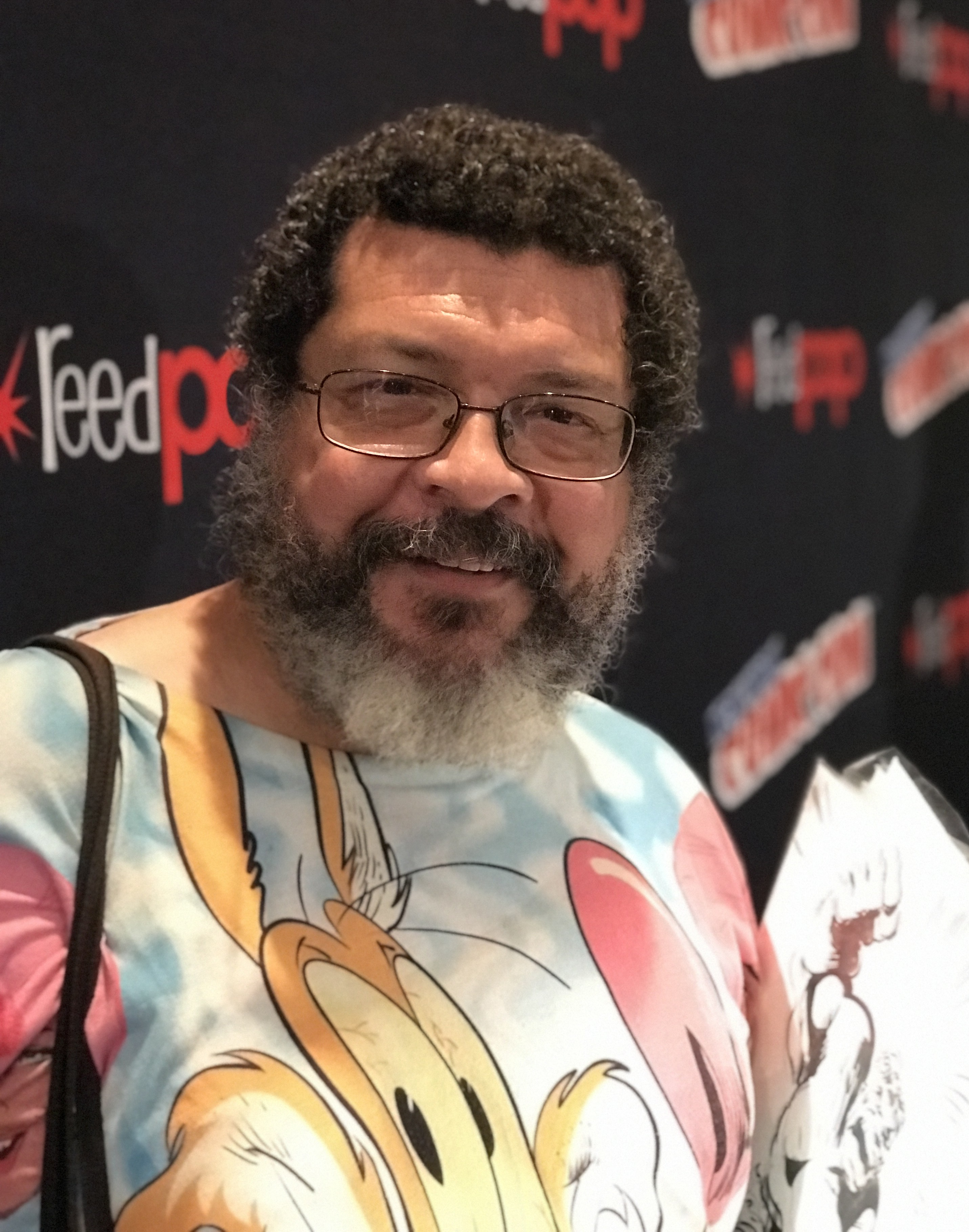
Kyle Baker

Kyle Baker (* 13. Dezember 1965 in Queens, New York City) ist ein US-amerikanischer Cartoonist und Comiczeichner.

## Biographie
Baker begann seine Karriere in den achtziger Jahren mit der Arbeit für verschiedene Comiclabels, darunter Marvels Spider-Man und New Mutants. Er zeichnete aber auch Abenteuerstrips für Disney, eine Comic-Adaptation von Alice hinter den Spiegeln und dem Dick Tracy-Film. Bakers Zeichnungen erschienen in Magazinen wie The New York Times, Esquire, Rolling Stone und dem New York Magazine und arbeitet auch als Animator.

### Auszeichnungen
Baker gewann 2000 zwei Eisner Awards für Letitia Lerner, Superman’s Babysitter. Er gewann insgesamt acht Eisner Awards, davon vier in der Kategorie „Best Writer/Artist: Humor“, daneben fünf Harvey Awards und einige Glyph Comics Awards: 2006 gewann er drei Awards für Nat Turner (Best Cover, Best Artist und Story of the Year); 2007 einen für The Bakers.

## Veröffentlichungen in deutscher Sprache
- The Shadow / 5. Odyssee nach Shambala. Carlsen 1992
- Bensons Labyrinth. Carlsen 1992
- Dick Tracy. Ehapa 1990